# J (ミュージシャン)
J（ジェイ、本名：小野瀬 潤（おのせ じゅん）、1970年8月12日 - ）は、日本のシンガーソングライター。LUNA SEAのベーシスト。身長180cm。血液型はAB型。神奈川県立大秦野高等学校卒業。既婚。

## 経歴（LUNA SEA）
- 中学時代にINORANと出会い音楽活動を開始。神奈川県立大秦野高等学校（現・神奈川県立秦野総合高等学校）軽音楽部に在籍、LUNACYを結成。
- 1989年 - 現メンバーで活動開始、翌年LUNA SEAへ変更。
- 1992年 - アルバム『IMAGE』でメジャー・デビュー。
- 1997年 - LUNA SEA活動休止。
- 1998年 - LUNA SEA活動再開。
- 2000年 - LUNA SEA終幕。
- 2007年 - LUNA SEA 一夜限りのライブ敢行。
- 2008年 -『hide memorial summit』（Day2）にLUNA SEAとして出演。
- 2010年 - LUNA SEA活動再開。

## 経歴（ソロ）
- 1997年 - LUNA SEA活動休止の間、複数のソロ作品を発表。
- 2001年 - この年より本格的にソロ活動を開始。歌手Youjeenのデビュー・アルバム『THE DOLL』を全曲プロデュース。
- 2003年 - 自身初の日本武道館ライブを行う。
- 2005年 - LUNA SEA時代から在籍したユニバーサルを離れblowgrowに移籍。
- 2006年 - イベント「WEAR RED SHOES Vol.3」に高樹町ミサイルズのベースとして出演。
- 2008年 - 西川貴教率いるabingdon boys school主催のMATCH UP '08-SUMMER SERIESの最終日・名古屋公演（Zepp Nagoya）に出演。
- 2010年 - 音楽雑誌BARKS創刊10周年記念ライブに出演。
- 2010年 - ROCK IN JAPAN FESTIVAL 2010に出演。
- 2010年 - Jack Daniel's が主催するJACK ROCKS2010アーティストに選任され「MISS DIZZY（非売品）」を作曲作詞。
- 2011年 - ROCK IN JAPAN FESTIVAL 2011に出演。
- 2012年 - ROCK IN JAPAN FESTIVAL 2012に出演。
- 2015年 - SUMMER SONIC 2015 TOKYOに出演。
- 2015年 - SUMMER SONIC 2015 OSAKAに出演。
- 2022年3月5日、ソロ活動25周年を記念して、1st『PYROMANIA』～3rd『Unstoppable Drive』までのオリジナル・アルバムや初期のシングル作品がサブスク解禁された[1]。

## 人物
- 右腕の二の腕、右肩後ろ、左腕の二の腕の内側、腰にタトゥーを彫っている。その中のひとつは、hideとお揃いで彫り、hideを実の兄のように慕っていた。
- クロムハーツとガボールを愛用。
- アメ車を好んでおり、フォード・マスタングや、ダッジ・バイパー、シボレー・カプリス、ハマー・H2などに乗っている。またバイクも好んでおり、ハーレーを所有。
- 10代の頃、AIONのローディーをしていた。
- 5歳上のロック好きな姉がいる。また、インタビューなどでもロックにのめり込むきっかけとなったのは、姉がベースを所有していて、姉の外出時にそれをこっそり見つからないように弾いていた、とも語っている。
- ソロ活動では、ベースだけでなくボーカルやギターも演奏する。
- オフィシャルファンクラブは「F.C.Pyro.」である。
- 中学生の時はサッカー部所属で、大のサッカーファンとしても知られていて、Jリーグでは浦和レッズのファンである。サッカー元日本代表の岡野雅行や西澤明訓などの選手達とも交流がある。
- LUNA SEA結成初期から2019年までESPとエンドースメント契約しており、自身のメインであるJ-TVBや「ROSIER」のMVで使われ話題になったJ-VB、レフトジャズベースシェイプを模したJ-RJBなどが有名。中でもJ-TVBシリーズは、本家や廉価版も含め「世界で最も売れたアーティストモデルベース」でもある。
- 2019年5月にフェンダーとエンドースメント契約した事を発表した[2]。

### ベーシストとして
- 演奏の際は基本的にはピック弾きであるが、指弾きで演奏することもある（MOTHER/I for You/BREATHE/Crazy About Youなど）。決して派手なプレイではないがシンプル且つ耳に残るゴリゴリの低音が特徴である。
- 1997年のLUNA SEA活動休止期間中に、仲野茂と藤沼伸一（共にアナーキー）、DJ KRUSH、澤田純とバンド、GaZaを結成。一度限りのライブを行う。
- hideが欧米で出会ったミュージシャンと組んだバンド、zilchにも参加している。
- hide、INORANと組んだユニット、MxAxSxSでコンピレーション・アルバム『DANCE 2 NOISE 004』に参加している。
- 中村獅童・TAKUYA・FURUTON（ex.Oblivion Dust etc.）らと共に結成されたバンド、西麻布アウトサイダーズを結成。一度限りのライブを行う。
- 仲野茂（アナーキー）・今井寿・MOTOKATSUらと共に結成されたバンド、高樹町ミサイルズを結成。一度限りのライブを行う。

## ソロ活動 メンバー
- J（LUNA SEA）/ ボーカル・ベース
- masasucks（the HIATUS、FULLSCRATCH）/ ギター（2005～2009年、2015年～）
- 溝口和紀（ex.ヌンチャク、SUPERHYPE）/ ギター （2009年～）
- 有松益男（BACK DROP BOMB、PONTIACS、ex.KEMURI）/ドラム（2016年〜）

## ソロ活動 旧メンバー
- Franz Stahlフランツ・ストール（ex.フー・ファイターズ、SCREAM）/ ギター（1997-2005年）
- 藤田高志（ex.DOOM）/ ギター （1997-2014年）
- Scott Garrett（ex.THE CULT、Dag Nastyetc.）/ ドラム （1997-2016年）

## その他
- 「J」の由来は本名の「潤（じゅん）」から採ったもので、高校時代に組んでいたバンドのメンバーにもう一人「純（じゅん）」という名前のメンバーが在籍していた為、区別するために「J」と呼ばれるようになったことがきっかけである。
- LUNA SEA在籍時、自身のラジオ番組「MIDNIGHT ROCK CITY」のパーソナリティを務めた。
- LUNA SEAのアルバム『EDEN』のレコーディングの際、求められる「売れる音楽」と自身の「作りたい音楽」とのギャップに苦しみノイローゼになった結果、当時のスケジュールを全てキャンセルし、心療内科への通院、国内・国外を問わずに旅に出る。また、その期間に路上や公園で暮らすホームレスとしての生活を経験する。その後、今までのくだらない自分に葬式をあげる（迷わずに自分の良いと思った音楽のみを作っていく）といった意味で「ROSIER」を作り、メンバーの元に帰ってきた。ちなみに、曲中の英語詞は自身による自身への「遺書」であると述べている。
- ソロ以降、年間2本以上の全国ツアーを精力的に行う。
- 少年時代は「悪ガキ」であり、小学生時に民家に放火を行い、幸い小火で消し止められ、警察と学校からの注意で済んだ。その際に両親が悲しむ姿を見て、「これ以上悪さをしてはいけない」と思った。1stアルバム『PYROMANIA』は日本語で「放火魔」を意味する。1996年に2人組に絡まれ渋谷の路上でケンカした際、相手をスニーカーで蹴り、自身の足の指を骨折した。年末に行われた真冬の野外で車椅子に乗り登場するパフォーマンスはその経緯から。
- 「LUNA SEA 10TH ANNIVERSARY GIG [NEVER SOLD OUT] CAPACITY ∞」の開催3日前に起きた突風でステージセットが倒壊した件で、スタッフはメンバーにライヴ延期を勧め、実際にメンバー間でも当日ライヴをやるかやらないかで意見が割れたという（実際にINORANは「（お客さんが怪我したりしたら）危険だから」という理由でライヴ開催に反対したという。また、「今のご時世だったらこういう形でのライヴは絶対にできない」とも言っている）。しかしメンバーの一部、特にJは頑なにライブの強行を求めた。結果SUGIZOの「廃墟を（観客が怪我をしないように壊れた部分を補強・整理した上で）セットにしよう」という提案により、予定通りライブは開催された。Jは「俺たちはステージと楽器さえあればパーフェクトでいれる」と語り、ライブ開催について当然のものとした。
- ライブハウスSHIBUYA-AXにて、最多出演記録を持っているアーティストとなっている[3]。

## ディスコグラフィー

### シングル
|      | 発売日         | タイトル                    | カップリング | オリコン 最高位 | 規格品番                                     | 備考 | 収録アルバム      |
| ---- | -------------- | --------------------------- | --- | --------------- | -------------------------------------------- | --- | ----------------- |
| 1st  | 1997年6月25日  | BURN OUT                    | CALL ME | 6位             | MVDH-2                                       | CAL MEはブロンディのカバー オリコン登場回数4回                                                                               | PYROMANIA         |
| 2nd  | 1997年10月22日 | BUT YOU SAID I'M USELESS    | PUNK FLOYD I HATE YOU | 31位            | MVDH-10                                      | 元ガンズ・アンド・ローゼズのスラッシュが参加 カップリング2曲はアルバム未収録                                                 | PYROMANIA         |
| 3rd  | 2001年7月25日  | Perfect World               | Route 666 | 19位            | UUCH-5027                                    | オリコン登場回数3回 | BLOOD MUZIK       |
| 4th  | 2002年3月20日  | go crazy                    | Gabriel:Remixed by GOMI for Rhythmedia Twisted dreams:Remixed by ハヤシ from POLYSICS Perfect World HOT remix #002 for J:Remixed by TOMOYASU HOTEI | 23位            | UUCH-9003:初回限定盤 UUCH-5056:通常盤        | オリコン登場回数3回 | Unstoppable Drive |
| 5th  | 2002年10月30日 | Feel Your Blaze             | Crush | 17位            | UPCH-5129                                    | カップリングはアルバム未収録 オリコン登場回数3回                                                                             | Unstoppable Drive |
| 6th  | 2004年4月14日  | NOWHERE                     | again Tomorrow (Orchestra Version) | 18位            | UPCH-5236                                    | カップリングのagainはアルバム未収録                                                                                          | RED ROOM          |
| 7th  | 2005年7月6日   | GET READY                   | Suicide Dream | 32位            | POCS-5002                                    | 登場回数3回 | GLARING SUN       |
| 8th  | 2005年11月9日  | break                       | From the Underground Garden | 22位            | AVCD-30984:初回生産限定盤 AVCD-30985:通常盤  | カップリングはアルバム未収録                                                                                                 | GLARING SUN       |
| 9th  | 2006年7月12日  | Fly Away/SQUALL             | - | 43位            | AVCD-30984B:初回生産限定盤 AVCD-30985:通常盤 | 両A面シングル 登場回数3回 | URGE              |
| 10th | 2007年2月7日   | TWISTER                     | OVER DRIVE | 24位            | AVCD-31165B:初回生産限定盤 AVCD-31166:通常盤 | カップリングはアルバム未収録                                                                                                 | URGE              |
| 11th | 2007年8月22日  | walk along -Infinite mix-   | and....hope | 42位            | AVCD-31272B:初回生産限定盤 AVCD-31273:通常盤 | アルバムからのシングルカット (シングルはオーケストラ音入りだが、アルバム版はバンドサウンドのみ) カップリングはアルバム未収録 | URGE              |
| 12th | 2008年3月19日  | RECKLESS                    | Snake Beat | 31位            | AVCD-31378B:初回生産限定盤 AVCD-31379:通常盤 | カップリングはアルバムに別バージョンで収録 登場回数3回                                                                       | RIDE              |
| 13th | 2018年6月30日  | Now And Forever             | Bad Dream | -               | CTC1-40397                                   | ライブ会場限定販売 カップリングはアルバム未収録                                                                              | Limitless         |
| 14th | 2020年8月12日  | MY HEAVEN/A Thousand Dreams | - | -               | CTC1-40407                                   | 初回生産限定シングル | LIGHTNING         |

### オリジナル・アルバム
|          | 発売日         | タイトル                            | オリコン 最高位 | 規格品番 | 備考                                                                            |
| -------- | -------------- | ----------------------------------- | --------------- | --- | ------------------------------------------------------------------------------- |
| 1st      | 1997年7月24日  | PYROMANIA                           | 9位             | MVCH-29004 | 初回版には「Burn Out (Another Cool Version)」のシングル付き オリコン登場回数5回 |
| 2nd      | 2001年12月27日 | BLOOD MUZIK                         | 34位            | UUCH-1040 | オリコン登場回数3回                                                             |
| 1st mini | 2002年8月21日  | CRACK TRACKS                        | 28位            | UPCH-1168 |                                                                                 |
| 3rd      | 2002年11月27日 | Unstoppable Drive                   | 18位            | UPCH-1202 | オリコン登場回数3回                                                             |
| 2nd mini | 2003年7月9日   | GO with the Devil -CRACK TRACKS II- | 26位            | UPCH-1266 | オリコン登場回数3回                                                             |
| 4th      | 2004年5月19日  | RED ROOM                            | 24位            | UPCH-1342 | オリコン登場回数3回                                                             |
| 5th      | 2005年12月7日  | GLARING SUN                         | 39位            | AVCD-17803 |                                                                                 |
| 6th      | 2007年3月14日  | URGE                                | 39位            | AVCD-23217 |                                                                                 |
| 7th      | 2008年4月23日  | RIDE                                | 36位            | AVCD-23577 | オリコン登場回数3回                                                             |
| 3rd mini | 2009年8月5日   | STARS FROM THE BROKEN NIGHT         | 20位            | CTCR-14637/B:初回生産限定盤 CTCR-14638:通常盤 | オリコン登場回数3回                                                             |
| 4th mini | 2009年12月16日 | Here Comes Nameless Sunrise         | 36位            | CTCR-14651/B:初回生産限定盤 CTCR-14652:通常盤 |                                                                                 |
| 8th      | 2012年03月21日 | ON FIRE                             | 24位            | CTCR-14758/B:CD+DVD CTCR-14759:CD |                                                                                 |
| 9th      | 2013年10月23日 | FREEDOM No.9                        | 31位            | CTCR-14808/B:CD+BD CTCR-14809/B:CD+DVD CTCR-14810:CD |                                                                                 |
| 10th     | 2015年9月2日   | eternal flames                      | 15位            | CTZD-20034/B:スペシャルBOXセット CTCD-20035/B:CD+DVD CTCD-20036:CD |                                                                                 |
| 11th     | 2019年7月24日  | Limitless                           | 33位            | CTCR-14967/B:CD+DVD CTCR-14968/B:CD+BD CTCR-14965/B:CD+DVD初回生産限定盤 CTCR-14966/B:CD+BD初回生産限定盤 CTCR-14969:CD |                                                                                 |
| 12th     | 2021年11月3日  | LIGHTNING                           |                 | CTCR-96045/B:CD+BD CTCR-96044/B:CD+DVD CTCR-96043/B:CD+BD 初回生産限定/スペシャルBOX CTCR-96042/B:CD+DVD 初回生産限定/スペシャルBOX CTC1-96048/B:CD+BD F.C.Pyro.限定スペシャルBOX CTC1-96047/B:CD+DVD F.C.Pyro.限定スペシャルBOX BCTCR-96046:CD |                                                                                 |

### 参加作品
| 発売日         | タイトル                                 | アーティスト名       | 規格品番                                                                                            | 収録曲                         |
| -------------- | ---------------------------------------- | -------------------- | --------------------------------------------------------------------------------------------------- | ------------------------------ |
| 2005年12月21日 | PARADE〜RESPECTIVE TRACKS OF BUCK-TICK〜 | Various Artists      | BVCR-11080                                                                                          | 2.ICONOCLASM                   |
| 2007年01月24日 | ロックNIPPON 東海林のり子 Selection      | Various Artists      | UICZ-8019                                                                                           | 14.BURN OUT                    |
| 2008年02月27日 | THE BRAINCASE                            | THE BRAINCASE        | TKCA-73307                                                                                          | 5曲参加                        |
| 2013年12月18日 | hide TRIBUTE VII -Rock SPIRITS-          | Various Artists      | TKCA-74018                                                                                          | 3.FLAME                        |
| 2010年10月30日 | JACK ROCKS 2010                          | Various Artists      | 非売品                                                                                              | 1.Miss Dizzy                   |
| 2009年04月08日 | AGGRESSIVE DOGS TRIBUTE ALBUM ～真我～   | Various Artists      | DFCL-1560                                                                                           | 2.蒼き餓狼-Aoki Garou-         |
| 2015年12月09日 | G                                        | minus(-)             | AVCD-93168                                                                                          | 2.Peepshow                     |
| 2017年05月31日 | SINNERS - EP                             | lynch.               | KICS-3497                                                                                           | 2.TRIGGER feat. J              |
| 2020年1月22日  | REAL×EYEZ                                | J×Takanori Nishikawa | AVCD-94689:CD AVCD-94688B:CD+DVD AVZD-94687:CD+DXライジングホッパープログライズキー（数量限定生産） | 1.REAL×EYEZ 2.Another Daybreak |

### 書籍
- WAKE UP MOTHER FUCKER―今夜、世界ヲ焼キ尽クセ!!（ソニーマガジンズ）神 康幸 著のインタビュー本
- WAKE UP MOTHER FUCKER II（ソニーマガジンズ）神 康幸 著のインタビュー本

## 使用ベース
LUNA SEA初期
- ESP J-TVB-I （ミディアムスケール、ボルトオンネック）
- ESP Custom-made Bass

LUNA SEA中期
- ESP J-TVB-II （ロングスケール、ボルトオン。Iよりもボディは小さい）
- ESP J-VB-I （ミディアムスケール）
- ESP J-VB-II （ロングスケール、ボルトオン。ヴァイオリンシェイプだが、ソリッドボディーである）
- ESP J-TVB-III （ロングスケール、スルーネック）
- ESP LEFTY JB PROTO TYPE（後のBLADE）

LUNA SEA活動休止時
- ESP J-TVB-III

LUNA SEA後期
- ESP J-TVB-IV （ハムバッキング1PUに変更）
- ESP J-TVB-IV-glitter-
- ESP J-RJB-BLADE- （終幕以降はあまり見かけなくなったが、ソロのPVでは登場することもある）
- ESP J-RPB-　（主にベースソロで使用していた）
- ESP J-RJB-BLADE glitter-
- ESP J-RJB-PYRO BABY-
- ESP J-MF-I

LUNA SEA終幕以降
- ESP J-MF-I
- ESP J-TVB-V
- ESP J-TVB-V -J Silver-
- ESP J-TVB-V -Fire Red-
- ESP J-TVB-V -Fire black-
- ESP J-TVB-V -glitter-
- ESP J-TVB-V -Blond-
- ESP J-TVB-V -Maria-
- Fender Precision Bass(19 E-J-90MF 57)
- HOFNER 500/1

※どれも、ボディの裏側には太股の位置にバックカットが施される。また「WAKE UP! MOTHER FUCKER」という文言を、PYRO BABYまではボディ前面にJ本人が手書きしていたが、J-MF-1ではネック裏面にプリントされている。しかしJ-TVB-Vでは-glitter-までその文言が存在せず、J-TVB-V -Blond-においてJ-MF-1以来となるネック裏面へのプリントで復活している。なお上記のリストは基本的にライブ用の機材であり、レコーディングではヴィンテージのFender Jazz BassやSadowsky NYC、SPECTOR NS-2など多様なベースが使われる。

## ミュージック・ビデオ
| 監督                             | 曲名                                                               |
| 今井俊彦                         | 「walk along -infinite mix-」                                      |
| 大坪草次郎                       | 「BUT YOU SAID I'M USELESS」                                       |
| 鎌田将孝                         | 「PYROMANIA (Live Ver.)」                                          |
| 久米乙司                         | 「Twisted dreams」                                                 |
| Clark Eddy                       | 「BURN OUT」                                                       |
| 薗田賢次                         | 「GO with the Devil」「NEVER END」                                 |
| スズキダイシン(ダイシン/DAISHIN) | 「BURN OUT (Self Cover Ver.)」「RECKLESS」「SALVAGE」「Vida Rosa」 |
| 高野功                           | 「here we go」                                                     |
| 竹内大輔                         | 「TWISTER」                                                        |
| ツリフジシンヤ                   | 「stAy」                                                           |
| 二十里真也                       | 「Fly Away」「GET READY」「break」                                 |
| 山口保幸                         | 「Feel Your Blaze」「alone」「go crazy」                           |

## 主なライブ

### ワンマンライブ・主催イベント
- 2002年03月〜07月 - J Tour the BLOOD MUZIK 02 "5 CRAZY 5" -PYROMANIA IS BACK!!-
- 2003年03月〜04月 - J tour 2003 -Unstoppable Drive- the world new order
- 2003年08月 - J tour 2003 Summer Go with the Devil
- 2003年12月 - J '03 X'mas show CASE holy night FLASH BACK
- 2005年12月 - J X'mas SPECIAL LIVE Jesus,Turn the Volume Up
- 2006年03月〜05月 - J LIVE TOUR 2006 -GLARING SUN- ～Burn all the shadows～
- 2006年07月16日〜09月02日 - TOUR 2006 SUMMER ～DRIVE ON FLAMES～
- 2006年08月13日 - SINJUKU LOFT 30TH ANNIVERSARY "ROCK OF AGES 2006"
- 2007年01月01日 - J F.C.Pyro Members' Only 2007 NEW YEAR'S LIVE!!!
- 2007年03月17日〜03月25日 - J '07 PREMIUM LIVE -Ready to Burn-5 SPECIAL SHOW CASE
- 2007年03月31日〜04月01日 - J F.C.Pyro. NIGHT Vol.5
- 2007年04月29日〜05月20日 - J live tour 2007 -the URGE-
- 2007年05月29日〜05月30日 - VERLASTING URGE -Pyromania Returns
- 2007年08月05日 - J '07 PREMIUM LIVE -Ready to Burn-5 SPECIAL SHOW CASE -THE REVENGE-
- 2007年08月10日〜08月12日 - J LIVE TOUR 2007 SUMMERT SPECIAL -Scorchinh Resort-
- 2007年10月03日〜10月07日 - J 10th Anniversary SPECIAL LIVE SHIBUYA AX 5Days - ALL of URGE
  - 10月03日 - PYRO Day
  - 10月04日 - BLOOD Day
  - 10月05日 - Unstoppable Day
  - 10月06日 - RED Day
  - 10月07日 - GLARING Day
- 2007年12月31日 - F.C.Pyro.Member's Only ～ 07-08 COUNT DOWN LIVE ～
- 2008年01月01日 - F.C.Pyro Members' Only 2008 -NEW YEAR'S LIVE!!!-
- 2008年04月05日・13日 - J-FC.Pyro Night Vol.6
- 2008年04月12日〜05月06日 - J-2008 SPRING TOUR -ATTACK 08-
- 2008年04月23日 - SHINJUKU LOFT 9TH ANNIVERSARY master + mind ～One Night Rock'n Roll Show～
- 2008年08月11日〜08月31日 - J MID SUMMER TOUR 2008～Ride my Fire～
- 2008年10月12日〜12月30日 - J 2008 3MONTH of HEAT ～TRIAL RIDE～ TRIAL
- 2008年12月07日〜1月27日 - J TRIAL RIDE ～ THE HOWLING ～ with Less Than Human
- 2008年12月31日 - J 2008 3MONTH of HEAT ～TRIAL RIDE～ TRIAL F.C.pyro. Members Only! COUNT DOWN LIVE!
- 2009年05月03日〜05月05日 - F.C.Pyro. NIGHT Vol.7
- 2009年08月08日〜09月13日 - J summer tour 2009 ～get hot over hot!～
- 2009年12月18日〜2010年01月23日 - J TOUR 2009 to 2010 WHITE NIGHT SCREAMER
- 2009年12月31日 - J F.C.Pyro.Member's Only ～'09-10 COUNT DOWN LIVE～
- 2010年01月01日 - J F.C.Pyro Member's Only 2010 NEW YAER LIVE!!!
- 2010年05月16日〜05月23日 - J F.C.Pyro.NIGHT
- 2010年07月23日〜09月04日 - J Summer Tour 2010 2days Club Circuit ～2Nights to Revolution～
- 2010年09月11日 - 2NIGHITS TO REVOLUTION EXTRA SHOW IN TAIWAN
- 2011年01月24日〜01月27日 - J 14 ANNIVERSARY 2011 F.C.Pyro Presents - Night of the Igniters -
- 2011年01月30日 - J 14 ANNIVERSARY SPECIAL LIVE 2011 - LET'S GET STARTED -
- 2011年05月05日〜05月09日 - J ソロ活動14周年スペシャルライヴ SHIBUYA-AX 5days「Set FIRE Get HIGHER -FIRE HIGHER 2011-」
- 2011年07月22日〜09月18日 - J 14th ANNIVERSARY SUMMER TOUR 2011 -THE FOURTEEN-
- 2011年12月30日 - Break on Through to The New World
- 2011年12月31日 - J F.C.Pyro. Members' Only ～11-12 COUNT DOWN LIVE～
- 2012年04月28日〜04月30日 - J F.C.Pyro Only 10th anniversary Live 2012 [I am the PYRO.]
- 2011年05月03日〜05月06日 - J LIVE 2012 [ON FIRE] -Special 3Nights Circuit-
- 2012年07月14日〜09月02日 - J 2012 LIVE [ON FIRE] SUMMER TOUR
  - w/Franz Stahl / masasucks / MY FIRST STORY / The Mirraz
- 2012年12月28日〜12月30日 - J LIVE 2012 LAST SHOWS - DOUBLE INFERNO -
- 2012年12月31日 - 2012-2013 COUNT DOWN & NEW YEARS LIVE!!!
- 2013年03月23日〜03月24日 - F.C.Pyro NIGHT vol.10
- 2013年03月31日〜04月07日 - J LIVE 2013 Like a NEW Lightning
- 2013年08月10日〜12月31日 - J LIVE 2013 TOKYO 10 DAYS!! - 5 Months a BLAZE -
- 2013年08月24日〜10月27日 - J LIVE TOUR 2013 - Believe in Yourself -
- 2014年04月27日〜04月29日 - F.C.Pyro. NIGHT Vol.11
- 2014年05月03日〜05月04日 - J 2014 Special Live -Thank You AX!! Good Bye AX!!-
- 2014年08月12日〜08月17日 - J Summer Tour 2014 - MAELSTROM³ -
- 2014年11月21日〜11月25日 - J 2014 SPECIAL LIVE Akasaka BLITZ 5DAYS -LIKE A FIRE WHIRL-
- 2014年12月30日 - J 2014 Last Live
- 2014年12月31日 - J 2014 カウントダウンライブ
- 2015年04月26日〜04月29日 - F.C.Pyro.NIGHT vol.12
- 2015年05月02日〜05月06日 - J 2015 SPRING TOUR - ZERO -
- 2015年08月12日 - F.C.Pyro. presents - J Birthday SPECIAL LIVE -
- 2015年09月05日〜10月10日 - J LIVE TOUR 2015 - Live On Instinct -
- 2015年12月30日〜2016年05月07日 - J LIVE TOUR 2015～2016 -light up the eternal flames-
- 2016年05月01日〜05月04日 - F.C.Pyro.NIGHT vol.13
- 2016年08月11日〜08月12日 - J Birthday LIVE 2016 -Special 2 Nights-
- 2016年10月01日〜12月30日 - J 2016 LIVE 10 Days of GLORY -10 Counts for Destruction-
- 2016年10月21日 - SHINJUKU LOFT 40TH ANNIVERSARY「40YEARS×40LIVES」PREMIUM ONEMAN LIVE
- 2016年12月31日 - F.C.Pyro. Members'Only -'16～'17 COUNT DOWN LIVE!!-
- 2017年05月04日〜05月07日 - F.C.Pyro.NIGHT vo.14
- 2017年05月05日〜06月25日 - J 20th Anniversary Live Tour 2017 W.U.M.F.
- 2017年08月11日〜08月13日 - J 20th Anniversary Live 2017 W.U.M.F -Special 3 Nights-
- 2022年7月24日 - J 25th Anniversary Special Live　PYROMANIA 2022 -pyromania is back-[4]
- 2023年7月1日～8月12日 - J LIVE TOUR 2023 SUMMER -ENDLESS SUMMER 2023℃- ※8月12日の公演は『F.C.Pyro』会員限定公演として開催[5]。

### 出演イベント
- 2007年06月16日 - BUCK-TICK TOUR PARADE
- 2007年09月08日 - BUCK-TICK FEST 2007 ON PARADE
- 2008年08月17日 - MATCH UP '08 SUMMER SERIES
- 2010年07月11日 - BARKS10周年記念祭
- 2010年08月07日 - ROCK IN JAPAN FESTIVAL 2010
- 2011年08月07日 - ROCK IN JAPAN FESTIVAL 2011
- 2011年11月18日 - DAMN ROCKERS 2011～東日本震災チャリティーライブ～
- 2011年11月24日 - 極東ROCK'N'ROLL HIGH SCHOOL 「呼ばれて 飛び出て ジェジェジェジェイ!!」
- 2011年11月29日 - SKULLSHIT presents SKALLMANIA vol.0
- 2012年08月04日 - ROCK IN JAPAN FESTIVAL 2012
- 2013年03月30日 - [Bass Magazine Presents J × AKIHIRO NAMBA The Power of Low-End]
- 2013年04月04日 - THE WILD ONE
- 2013年08月03日 - ROCK IN JAPAN FESTIVAL 2013
- 2013年08月20日 - New Audiogram ver.7.1
- 2013年08月25日 - MONSTER baSH 2013
- 2013年09月23日 - hide Still Alive! 2013
- 2013年10月14日 - REDLINE TOUR 2013 10DAYS
- 2013年11月11日 - THE WILD ONE
- 2013年11月30日 - SKULLSHIT presents SKULLMANIA Vol.8
- 2014年05月01日 - New Audiogram ver.7.4
- 2015年08月15日・16日 - SUMMER SONIC 2015
- 2016年07月18日 - MIX LEMONeD JELLY2016
- 2017年05月19日 - New Audiogram presents One on One Vol.1
- 2017年08月05日 - MIX LEMONeD JELLY 2017
- 2022年05月02日 - hide Memorial Day 2022 Sing along Live"Hi-Ho!"

## ラジオ
- MOZAIKU NIGHT～FRIDAY EDITION（2006年12月 ‐ 、bayfm78、毎月1回第2週目金曜26時00分 ‐ 27時00分） ‐ レギュラーパーソナリティー[注 1]